# Павел Сложил
Павел Сложил (чеськ. Pavel Složil; нар. 29 грудня 1955) — колишній чеський тенісист.
Найвищу одиночну позицію світового рейтингу — 35 місце досяг 12 листопада 1984, парну — 4 місце — 18 лютого 1985 року.
Здобув 2 одиночні та 32 парні титули.
Перемагав на турнірах Великого шолома в змішаному парному розряді.

## Фінали за кар'єру

### Одиночний розряд (2–3)
| Результат | W/L | Дата | Турнір                | Покриття  | Суперник         | Рахунок       |
| --------- | --- | ---- | --------------------- | --------- | ---------------- | ------------- |
| Поразка   | 0–1 | 1979 | Кіцбюель, Австрія     | Ґрунт     | Вітас Ґерулайтіс | 2–6, 2–6, 4–6 |
| Перемога  | 1–1 | 1981 | Нансі, Франція        | Килим (i) | Іліє Настасе     | 6–2, 7–5      |
| Поразка   | 1–2 | 1983 | Delray Beach WCT, США | Ґрунт     | Гільєрмо Вілас   | 1–6, 4–6, 0–6 |
| Поразка   | 1–3 | 1984 | Відень, Австрія       | Килим (i) | Тім Вілкінсон    | 1–6, 1–6, 2–6 |
| Перемога  | 2–3 | 1985 | Кіцбюель, Австрія     | Ґрунт     | Міхаель Вестфаль | 7–5, 6–2      |

### Парний розряд (32–29)
| Результат | W/L | Дата | Турнір                                      | Покриття   | Партнер          | Суперники                           | Рахунок                 |
| --------- | --- | ---- | ------------------------------------------- | ---------- | ---------------- | ----------------------------------- | ----------------------- |
| Поразка   | 1.  | 1978 | Кіцбюель, Австрія                           | Ґрунт      | Павел Гутка      | Майк Фішбах Кріс Льюїс              | 7–6, 4–6, 3–6           |
| Поразка   | 2.  | 1978 | Мадрид, Іспанія                             | Ґрунт      | Томаш Шмід       | Войцех Фібак Ян Кодеш               | 7–6, 1–6, 2–6           |
| Поразка   | 3.  | 1979 | Ніцца, Франція                              | Ґрунт      | Томаш Шмід       | Пітер Макнамара Пол Макнамі         | 1–6, 6–3, 2–6           |
| Поразка   | 4.  | 1979 | Флоренція, Італія                           | Ґрунт      | Іван Лендл       | Паоло Бертолуччі Адріано Панатта    | 4–6, 3–6                |
| Поразка   | 5.  | 1979 | Stuttgart Outdoor, Німеччина                | Ґрунт      | Войцех Фібак     | Колін Даудесвелл Фрю Макміллан      | 4–6, 2–6, 6–2, 4–6      |
| Поразка   | 6.  | 1979 | Кельн, Німеччина                            | Килим (i)  | Гайнц Ґюнтгардт  | Джін Меєр Стен Сміт                 | 3–6, 4–6                |
| Поразка   | 7.  | 1980 | Відень, Австрія                             | Ґрунт      | Томаш Шмід       | Джанні Оклеппо Крістоф Роже-Васслен | def.                    |
| Поразка   | 8.  | 1980 | Барселона, Іспанія                          | Ґрунт      | Балаж Тароці     | Стів Дентон Іван Лендл              | 2–6, 7–6, 3–6           |
| Поразка   | 9.  | 1980 | Відень, Австрія                             | Килим (i)  | Гайнц Гюнтхардт  | Боб Лутц Стен Сміт                  | 1–6, 2–6                |
| Поразка   | 10. | 1981 | Лінц, Австрія                               | Тверде (i) | Бред Дрюетт      | Андерс Яррід Ганс Сімонссон         | 4–6, 6–7                |
| Поразка   | 11. | 1981 | Ніцца, Франція                              | Ґрунт      | Кріс Льюїс       | Яннік Ноа Паскаль Порт              | 6–4, 3–6, 4–6           |
| Поразка   | 12. | 1981 | Монте-Карло, Монако                         | Ґрунт      | Томаш Шмід       | Гайнц Гюнтхардт Балаж Тароці        | 3–6, 3–6                |
| Перемога  | 1.  | 1981 | Флоренція, Італія                           | Ґрунт      | Рауль Рамірес    | Паоло Бертолуччі Адріано Панатта    | 6–3, 3–6, 6–3           |
| Перемога  | 2.  | 1981 | Бостон, США                                 | Ґрунт      | Рауль Рамірес    | Ганс Гільдемайстер Андрес Гомес     | 6–4, 7–6                |
| Поразка   | 13. | 1981 | Washington Open, США                        | Тверде     | Ферді Тейган     | Рауль Рамірес Вен Вінітскі          | 7–5, 6–7, 6–7           |
| Поразка   | 14. | 1981 | Норт-Конвей, США                            | Ґрунт      | Ферді Тейган     | Гайнц Гюнтхардт Пітер Макнамара     | 7–6, 5–7, 4–6           |
| Поразка   | 15. | 1981 | Женева, Швейцарія                           | Ґрунт      | Томаш Шмід       | Гайнц Гюнтхардт Балаж Тароці        | 4–6, 6–3, 2–6           |
| Поразка   | 16. | 1981 | Базель, Швейцарія                           | Тверде (i) | Маркус Ґюнтгардт | Хосе Луїс Клерк Іліє Настасе        | 6–7, 7–6, 6–7           |
| Перемога  | 3.  | 1982 | Genova WCT, Італія                          | Килим (i)  | Томаш Шмід       | Майк Кейгілл Бастер Моттрам         | 6–7, 7–5, 6–3           |
| Перемога  | 4.  | 1982 | Брюссель, Бельгія                           | Килим (i)  | Шервуд Стюарт    | Трейсі Делатт Кріс Данк             | 6–4, 6–7, 7–5           |
| Перемога  | 5.  | 1982 | Мадрид, Іспанія                             | Ґрунт      | Томаш Шмід       | Гайнц Гюнтхардт Балаж Тароці        | 6–1, 3–6, 9–7           |
| Перемога  | 6.  | 1982 | Гамбург, Німеччина                          | Ґрунт      | Томаш Шмід       | Андерс Яррід Ханс Сімонссон         | 6–4, 6–3                |
| Поразка   | 17. | 1982 | Кіцбюель, Австрія                           | Ґрунт      | Род Фролі        | Марк Едмондсон Кім Ворвік           | 6–4, 4–6, 3–6           |
| Поразка   | 18. | 1982 | Cap d'Agde WCT, Франція                     | Ґрунт      | Томаш Шмід       | Енді Ендрюс Дрю Джітлін             | 2–6, 4–6                |
| Перемога  | 7.  | 1982 | Женева, Швейцарія                           | Ґрунт      | Томаш Шмід       | Карл Лімбергер Майк Мібург          | 6–4, 6–0                |
| Поразка   | 19. | 1982 | Базель, Швейцарія                           | Тверде (i) | Фріц Бунінг      | Анрі Леконт Яннік Ноа               | 2–6, 2–6                |
| Перемога  | 8.  | 1982 | Відень, Австрія                             | Килим (i)  | Анрі Леконт      | Марк Діксон Террі Мур               | 6–1, 7–6                |
| Перемога  | 9.  | 1982 | Dortmund WCT, Німеччина                     | Килим (i)  | Томаш Шмід       | Майк Кейгілл Франсіско Гонсалес     | 6–2, 6–7, 6–1           |
| Перемога  | 10. | 1982 | Тулуза, Франція                             | Килим (i)  | Томаш Шмід       | Жан-Луї Ейє Яннік Ноа               | 6–4, 6–4                |
| Перемога  | 11. | 1983 | Richmond WCT, США                           | Килим (i)  | Томаш Шмід       | Фріц Бунінг Браян Тічер             | 6–2, 6–4                |
| Перемога  | 12. | 1983 | Delray Beach WCT, США                       | Ґрунт      | Томаш Шмід       | Ананд Амрітрадж Йохан Крік          | 7–6, 6–4                |
| Поразка   | 20. | 1983 | Роттердам, Нідерланди                       | Килим (i)  | Пітер Флемінг    | Фріц Бунінг Том Галліксон           | 6–7, 6–4, 6–7           |
| Перемога  | 13. | 1983 | Мілан, Італія                               | Килим (i)  | Томаш Шмід       | Фріц Бунінг Пітер Флемінґ           | 6–2, 5–7, 6–4           |
| Поразка   | 21. | 1983 | Лісабон, Португалія                         | Ґрунт      | Ферді Тейган     | Карлус Кірмайр Кассіу Мотта         | 5–7, 4–6                |
| Перемога  | 14. | 1983 | Мадрид, Іспанія                             | Ґрунт      | Гайнц Гюнтхардт  | Маркус Гюнтгардт Золтан Кухарський  | 6–3, 6–3                |
| Перемога  | 15. | 1983 | Мюнхен, Німеччина                           | Ґрунт      | Кріс Льюїс       | Андерс Яррід Томаш Шмід             | 6–4, 6–2                |
| Перемога  | 16. | 1983 | Гштад, Швейцарія                            | Ґрунт      | Томаш Шмід       | Колін Даудесвелл Войцех Фібак       | 6–7, 6–4, 6–2           |
| Поразка   | 22. | 1983 | Stuttgart Outdoor, Німеччина                | Ґрунт      | Томаш Шмід       | Ананд Амрітрадж Майк Бауер          | 6–4, 3–6, 2–6           |
| Перемога  | 17. | 1983 | Кіцбюель, Австрія                           | Ґрунт      | Войцех Фібак     | Колін Даудесвелл Золтан Кухарський  | 7–5, 6–2                |
| Перемога  | 18. | 1983 | Базель, Швейцарія                           | Тверде (i) | Томаш Шмід       | Стефан Едберг Флорін Сегирчяну      | 6–1, 3–6, 7–6           |
| Перемога  | 19. | 1983 | Тулуза, Франція                             | Килим (i)  | Гайнц Гюнтхардт  | Бернард Міттон Балч Волтс           | 5–7, 7–5, 6–4           |
| Перемога  | 20. | 1984 | Masters Doubles WCT, Лондон                 | Килим (i)  | Томаш Шмід       | Андерс Яррід Ханс Сімонссон         | 1–6, 6–3, 3–6, 6–1, 6–3 |
| Перемога  | 21. | 1984 | Мілан, Італія                               | Килим (i)  | Томаш Шмід       | Кевін Каррен Стів Дентон            | 6–4, 6–3                |
| Поразка   | 23. | 1984 | Відкритий чемпіонат Франції з тенісу, Париж | Ґрунт      | Томаш Шмід       | Анрі Леконт Яннік Ноа               | 4–6, 6–2, 6–3, 3–6, 2–6 |
| Перемога  | 22. | 1984 | Washington Open, США                        | Ґрунт      | Ферді Тейган     | Дрю Джітлін Блейн Вілленборг        | 7–6, 6–1                |
| Перемога  | 23. | 1984 | Бордо, Франція                              | Ґрунт      | Блейн Вілленборг | Луї Курто Гі Форже                  | 6–1, 6–4                |
| Перемога  | 24. | 1984 | Барселона, Іспанія                          | Ґрунт      | Томаш Шмід       | Мартін Хайте Віктор Печчі           | 6–2, 6–0                |
| Перемога  | 25. | 1984 | Базель, Швейцарія                           | Тверде (i) | Томаш Шмід       | Стефан Едберг Тім Вілкінсон         | 7–6, 6–2                |
| Поразка   | 24. | 1984 | Вемблі, Англія                              | Килим (i)  | Томаш Шмід       | Андрес Гомес Іван Лендл             | 2–6, 2–6                |
| Перемога  | 26. | 1984 | Тревізо, Італія                             | Ґрунт      | Тім Вілкінсон    | Ян Гуннарссон Шервуд Стюарт         | 6–2, 6–3                |
| Поразка   | 25. | 1984 | Тулуза, Франція                             | Килим (i)  | Тім Вілкінсон    | Ян Гуннарссон Мікаель Мортенсен     | 4–6, 2–6                |
| Поразка   | 26. | 1984 | Фінал ATP, Нью-Йорк                         | Килим (i)  | Томаш Шмід       | Пітер Флемінґ Джон Макінрой         | 2–6, 2–6                |
| Перемога  | 27. | 1985 | Мемфіс, США                                 | Тверде (i) | Томаш Шмід       | Кевін Каррен Стів Дентон            | 1–6, 6–3, 6–4           |
| Перемога  | 28. | 1985 | Роттердам, Нідерланди                       | Килим (i)  | Томаш Шмід       | Вітас Ґерулайтіс Пол Макнамі        | 6–4, 6–4                |
| Перемога  | 29. | 1985 | Монте-Карло, Монако                         | Ґрунт      | Томаш Шмід       | Шломо Глікштейн Шахар Перкісс       | 6–2, 6–3                |
| Перемога  | 30. | 1985 | Ніцца, Франція                              | Ґрунт      | Клаудіо Панатта  | Луї Курто Гі Форже                  | 3–6, 6–3, 8–6           |
| Поразка   | 27. | 1985 | Індіанаполіс, США                           | Ґрунт      | Кім Ворвік       | Кен Флек Роберт Сегусо              | 4–6, 4–6                |
| Поразка   | 28. | 1985 | Тулуза, Франція                             | Килим (i)  | Томаш Шмід       | Рікардо Акунья Якоб Гласек          | 6–3, 2–6, 7–9           |
| Перемога  | 31. | 1986 | Ніцца, Франція                              | Ґрунт      | Якоб Гласек      | Гері Доннеллі Колін Даудесвелл      | 6–3, 4–6, 11–9          |
| Перемога  | 32. | 1986 | Сен-Венсан, Італія                          | Ґрунт      | Лібор Пімек      | Бад Кокс Майкл Фанкатт              | 6–3, 6–3                |
| Поразка   | 29. | 1986 | Тулуза, Франція                             | Килим (i)  | Якоб Гласек      | Мілослав Мечирж Томаш Шмід          | 2–6, 6–3, 4–6           |